# 小行星6736
小行星6736（英語：6736 Marchare）是一颗围绕太阳公转的小行星。1993年3月1日，浦田武在清水町发现了此天体。
这颗小行星的绝对星等为58.06551210522449等。小行星6736以兒童文學作品《愛麗絲夢遊仙境》的角色三月兔命名。